# Kevin Keeling
Kevin Keeling ist ein US-amerikanischer Schauspieler.

## Leben
Keeling begann ab 2012 in einer Reihe von Kurzfilmen mit dem Schauspiel. Für den im Jahr 2015 erschienenen Kurzfilm Someone in the Woods war er als Produzent und Drehbuchautor sowie als Hauptdarsteller tätig. Im selben Jahr hatte er eine Nebenrolle im Spielfilm Red Kill Zone inne. 2016 spielte er mit der Rolle des Paul De Pleur Harmon eine der Episodenhauptrollen in der Miniserie Far Cry 4: Fallen Country. 2020 übernahm er die Rolle des Don Kretzschmar im Film Street Survivors. 2021 wirkte er in der Rolle des Gordon Berkely im Low-Budget-Film Triassic Hunt mit.

## Filmografie (Auswahl)
- 2012: ¡Enrique! (Kurzfilm)
- 2013: That's So Relatable: Emoticon (Kurzfilm)
- 2014: A Complicated Matter (Kurzfilm)
- 2015: Someone in the Woods (Kurzfilm)
- 2015: Red Kill Zone
- 2015: We Are ROM3 (Kurzfilm)
- 2015: The Enforcer (Kurzfilm)
- 2016: The First Sergeant (Kurzfilm)
- 2016: Far Cry 4: Fallen Country (Miniserie, Episode 1x01)
- 2018: Blackmark
- 2018: Buccaneer Galaxy (Kurzfilm)
- 2019: Laff Mobb's Laff Tracks (Fernsehserie, Episode 2x03)
- 2020: Street Survivors
- 2020: Heaven
- 2021: Triassic Hunt
- 2021: America's Most Wanted (Fernsehdokumentation)
- 2021: Fault (Fernsehserie)